# Arthur Leclerc (pilote automobile)
Arthur Leclerc, né le 14 octobre 2000 à Monaco, est un pilote automobile monégasque. Il est membre de la Ferrari Driver Academy et pilote de développement pour la Scuderia Ferrari depuis la saison 2024. Il est le frère de Charles Leclerc, pilote de Formule 1 au sein de Scuderia Ferrari.

## Parcours en monoplace

### Débuts en monoplace en Formule 4

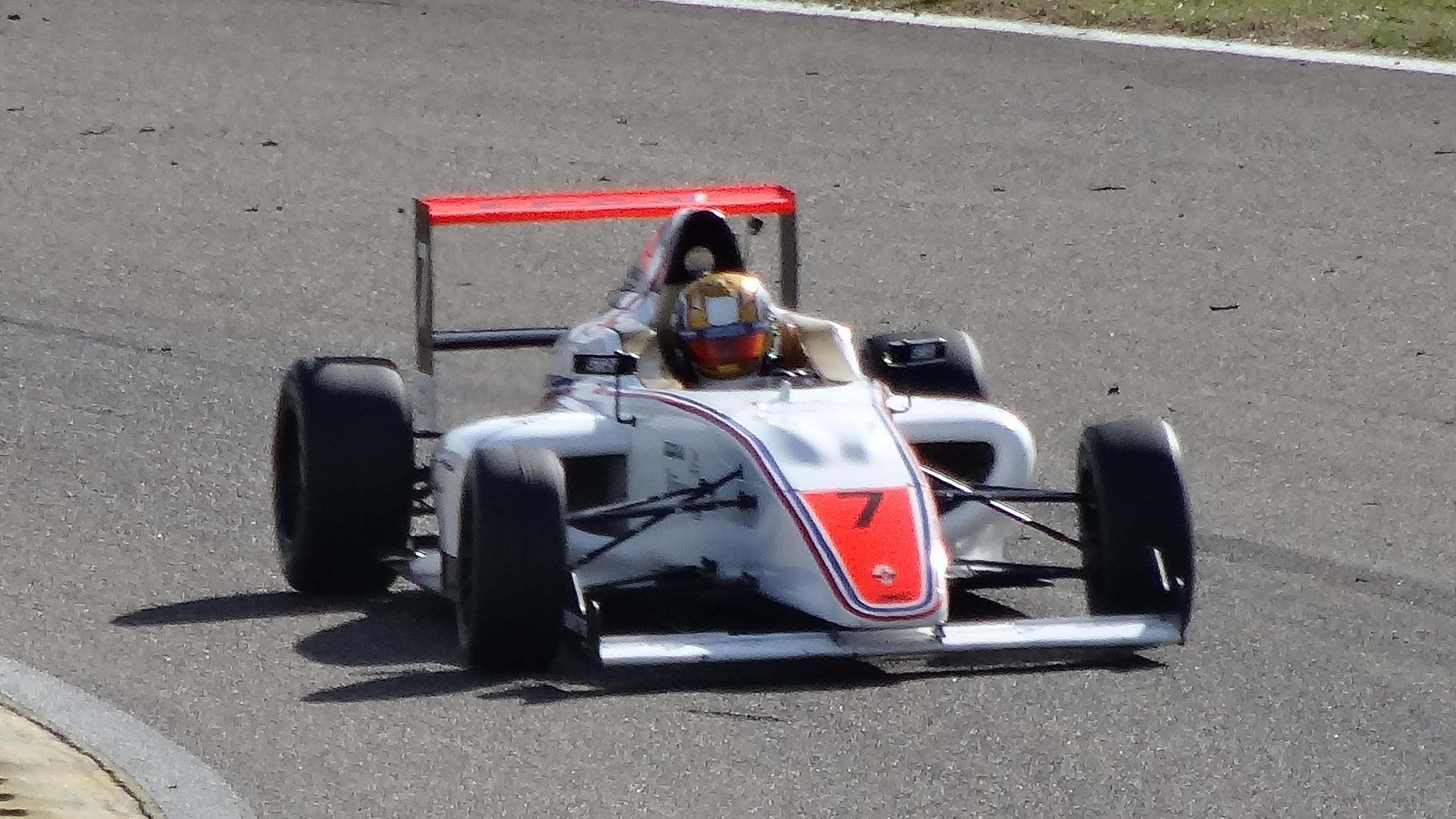
Arthur Leclerc en Formule 4 à Nogaro en 2018.

En 2018, Leclerc fait ses débuts en monoplace où il court dans le championnat de France F4. Il remporte deux victoires (dont la course 2 à Nogaro), et monte huit fois sur le podium. Grâce à cela, il a terminé cinquième du championnat.
L'année suivante, Leclerc participe au championnat d'Allemagne de Formule 4 pour l'écurie US Racing-CHRS tout en intégrant l'académie Sauber Junior Team,,. Leclerc termine troisième au classement général avec une victoire et huit podiums.

### Pilote essayeur en Formule E
Leclerc occupe le poste de pilote de développement dans le championnat du monde de Formule E au cours de la saison 2017-2018 pour Venturi Racing, ayant ainsi accès aux simulateurs et aux systèmes de développement personnel de l'écurie. Leclerc est ensuite retenu pour la saison 2018-2019. Leclerc effectue son premier test public pour Venturi lors du test des recrues de cette même saison sur le circuit urbain de Marrakech. Pour la saison 2019-2020, Leclerc est à nouveau retenu comme pilote d'essai chez Venturi.

### Passage en Formule Régionale Europe

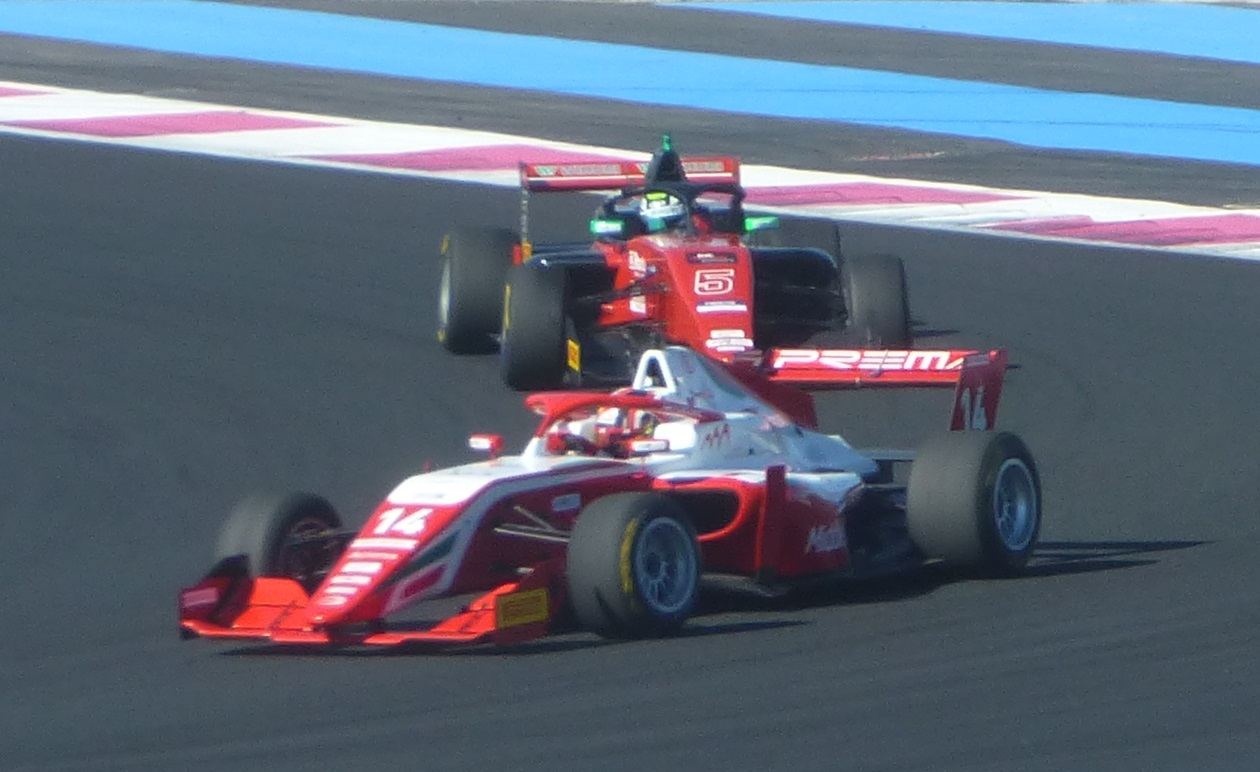
Arthur Leclerc en Formule Régionale Europe en 2020.

Début 2020, Leclerc intègre la Ferrari Driver Academy qui a notamment vu passer son frère avant lui,. Cette promotion lui permet de participer au championnat d'Europe de Formule Régionale au sein de l'écurie Prema Powerteam et aux côtés d'Oliver Rasmussen, Gianluca Petecof et de la championne en titre de la W Series Jamie Chadwick. Leclerc est longtemps en lutte avec son coéquipier brésilien mais sa fin de saison se révèle difficile avec deux abandons qui lui coûteront le titre. Il termine la saison vice-champion avec 343 points et 6 victoires à égalité avec Rasmussen ; le titre revenant à Petecof.

### Accession à la Formule 3 FIA

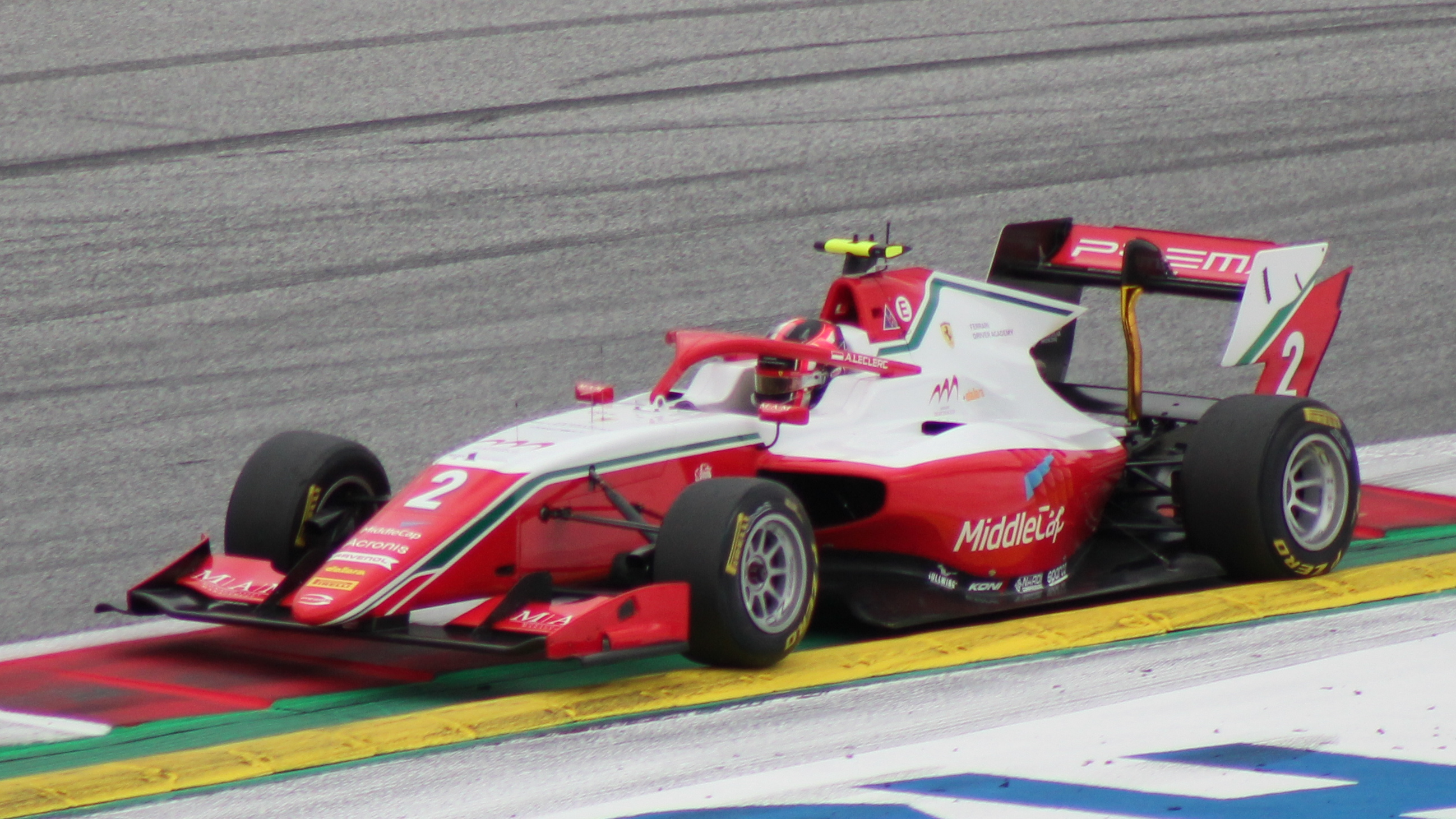
Arthur Leclerc en Formule 3 FIA en 2021 en Autriche.

En 2021, Leclerc est promu en Formule 3 FIA. Toujours chez Prema Racing, il fait équipe avec Dennis Hauger, membre du Red Bull Junior Team, et Olli Caldwell. Il remporte sa première victoire lors de la deuxième course du Castellet, marquant également ses premiers points de la saison puis une deuxième lors de la manche de Zandvoort,. Il décroche également un troisième podium au Hungaroring avec une seconde place à l'arrivée après avoir décroché la pole position,. Il termine sa première saison en Formule 3 à la dixième place du classement avec un total de 79 points.
Lors de l'intersaison 2021-2022, Arthur Leclerc remporte également la Formule Régionale Asie,.  
Pour la saison 2022 de F3, il continue sa collaboration avec Prema. Il fait cette fois équipe avec Jak Crawford et Oliver Bearman. Il remporte la course principale de Silverstone et monte sur le podium à Bahrein. Il se montre plus régulier qu'en 2021 et se classe sixième du championnat avec 114 points. 

### Promotion en Formule 2

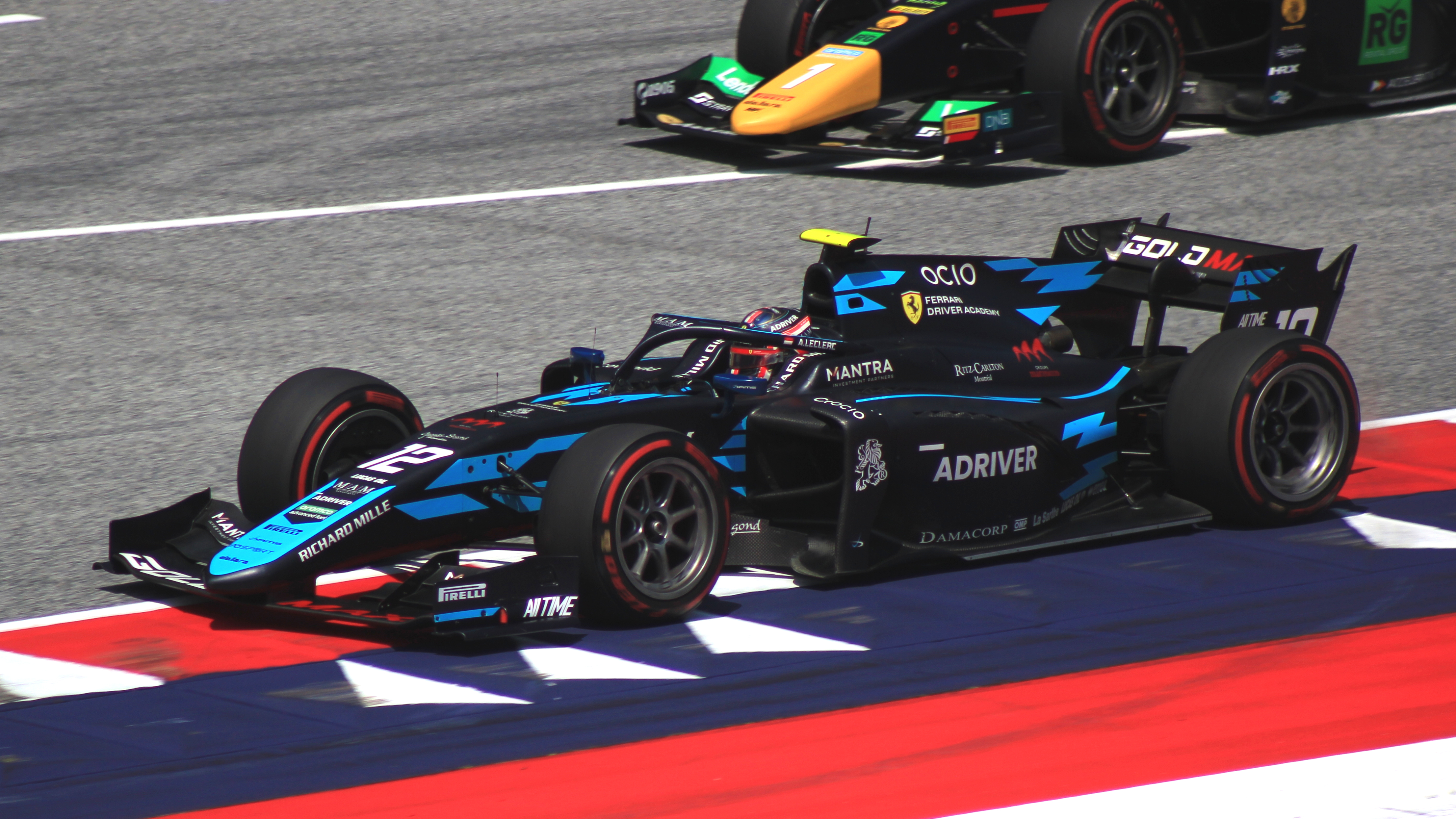
Arthur Leclerc en Formule 2 en 2023 en Autriche.

En 2023, Leclerc est promu en Formule 2. Il rejoint l'écurie DAMS où il fait équipe avec le japonais Ayumu Iwasa,. Il monte sur son premier podium lors de la course principale de Melbourne.

### 2024: Endurance, GT et Formule 1
En janvier 2024, Arthur Leclerc est nommé pilote de développement de la Scuderia Ferrari. 
N'ayant pas de budget pour faire une saison de plus en Formule 2, Arthur Leclerc se tourne vers l'Endurance et le GT avec un double programme. En Endurance, Arthur Leclerc rejoint l'écurie Panis Racing et participe aux European Le Mans Series 2024. Avec Pastor Maldonado et Charles Milesi, ils remportent les 4 Heures d'Imola.
En GT, Arthur Leclerc participe au championnat d'Italie GT Endurance - GT3 avec une Ferrari 296 GT3 au sein de la Scuderia Baldini. Avec ses coéquipiers Giancarlo Fisichella et Tommaso Mosca ils remportent le championnat.
En novembre 2024, il participe au Rookie Test de Bahreïn, en Endurance, avec l'écurie AF Corse sur une Ferrari 499P. 
En décembre 2024, la Scuderia Ferrari lui fait faire ses débuts en Formule 1 lors des Essais Libres 1 du Grand Prix d'Abou Dabi, dernière manche de la saison, en remplaçant Carlos Sainz Jr. au volant de la Ferrari SF-24. Ayant pour coéquipier Charles Leclerc lors de cette séance, c'est la première fois dans l'histoire de la Formule 1 que deux frères roulent dans cette compétition au sein d'une même écurie. Arthur Leclerc signe le dix-huitième temps de la séance, avec un retard d'1 s 858 sur son grand-frère, auteur du meilleur temps en 1 min 24 s 321. Le mardi suivant le Grand Prix d'Abou Dabi, Arthur Leclerc pilote une nouvelle fois la SF-24 lors des essais d'après-saison. Il signe le quatorzième temps en 1 min 24 s 576 et son frère Charles Leclerc réalise une nouvelle fois le meilleur temps (1 min 23 s 510).

### 2025: Endurance avec AF Corse
Au début de l'année 2025, il est recruté par l'écurie AF Corse et participe aux 24 Heures de Daytona,. Avec ses coéquipiers Riccardo Agostini, Conrad Laursen et Custodio Toledo, ils terminent à la trente-deuxième place du classement général et à la septième place de la catégorie GTD sur une Ferrari 296 GT3. 
En février, AF Corse annonce qu'Arthur Leclerc participera à l'intégralité de la saison du GT World Challenge Europe sur une Ferrari 296 GT3.

## Résultats en compétition automobile

### Résultats en monoplace
| Saison | Championnat                          | Écurie            | Courses | Victoires | Pole positions | Meilleurs tours | Podiums | Points | Classement |
| ------ | ------------------------------------ | ----------------- | ------- | --------- | -------------- | --------------- | ------- | ------ | ---------- |
| 2018   | Championnat de France de Formule 4   | Autosport Academy | 21      | 2         | 1              | 1               | 8       | 199    | 5e         |
| 2019   | Championnat d'Allemagne de Formule 4 | US Racing-CHRS    | 20      | 1         | 1              | 2               | 8       | 202    | 3e         |
| 2020   | Formule Régionale Europe             | Prema Powerteam   | 23      | 6         | 8              | 2               | 15      | 343    | 2e         |
| 2021   | Formule 3 FIA                        | Prema Racing      | 20      | 2         | 1              | 2               | 3       | 79     | 10e        |
| 2022   | Formule Régionale Asie               | Mumbai Falcons    | 15      | 4         | 1              | 1               | 9       | 218    | Champion   |
| 2022   | Formule 3 FIA                        | Prema Racing      | 18      | 1         | 0              | 1               | 2       | 114    | 6e         |
| 2023   | Formule 2                            | DAMS              | 26      | 0         | 0              | 1               | 1       | 49     | 15e        |